# Dag Hammarskjöld

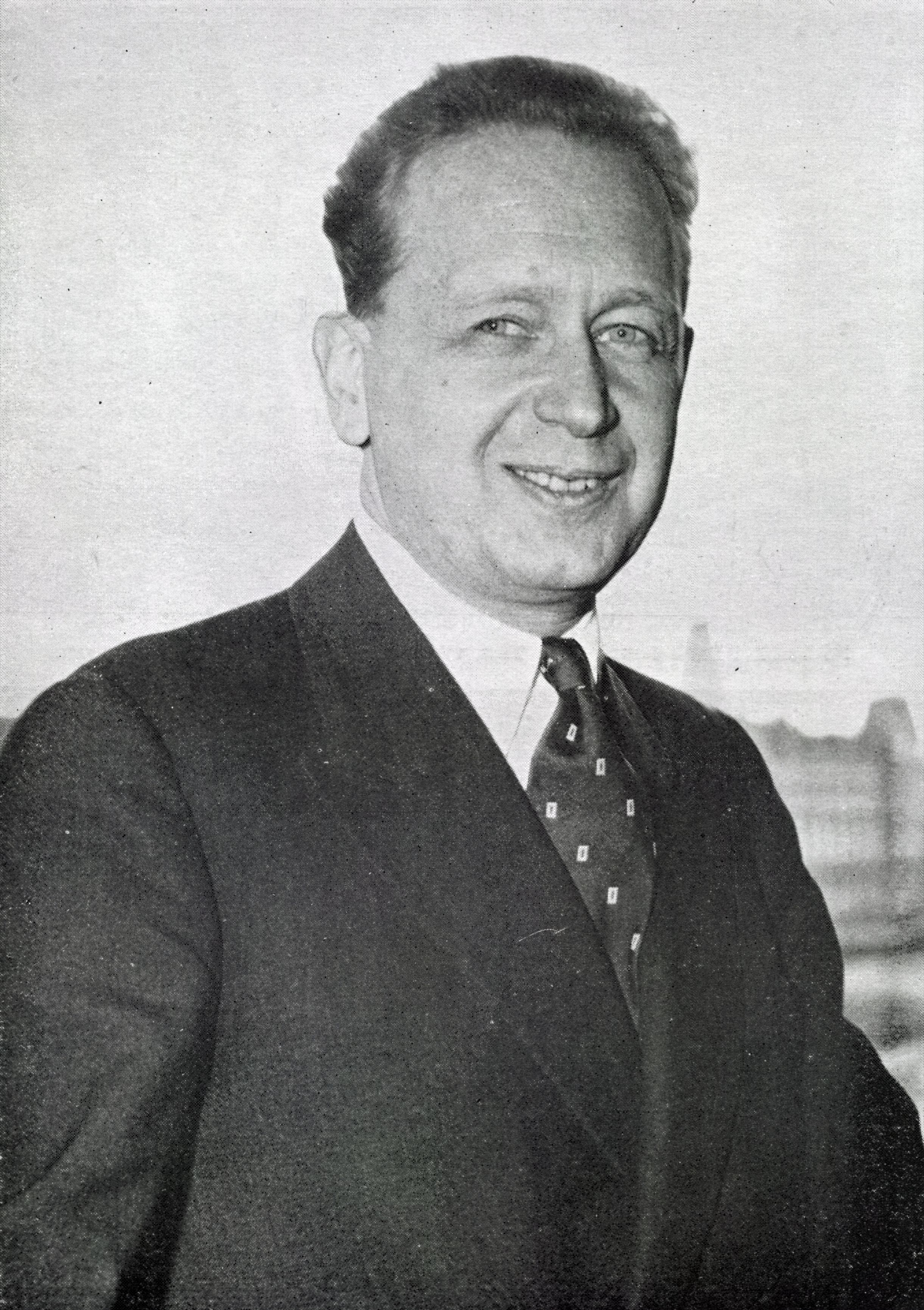
Dag Hammarskjöld (Fotografie aus den 1950ern)

Dag Hjalmar Agne Carl Hammarskjöld [dɑːɡ ˈhamaɾˌɧœld] (Aussprache)ⓘ (* 29. Juli 1905 in Jönköping; † 18. September 1961 bei Ndola, Nordrhodesien) war ein parteiloser schwedischer Staatssekretär unter sozialdemokratisch geführten Regierungen und von 1953 bis zu seinem Tod 1961 der zweite Generalsekretär der Vereinten Nationen. Kurz nach seinem Tod wurde ihm der Friedensnobelpreis zugesprochen.
Hammarskjöld starb zusammen mit fünfzehn weiteren Menschen bei einem Flugzeugabsturz in Afrika, dessen Ursache noch immer Gegenstand von Untersuchungen ist. Er wollte im gerade unabhängig gewordenen Kongo im Konflikt um die rohstoffreiche, abgespaltene Region Katanga vermitteln.

## Leben
Dag Hammarskjöld war der jüngste von vier Söhnen des schwedischen Premierministers Hjalmar Hammarskjöld. Sein 1893 geborener Bruder Åke fungierte von 1936 bis zu seinem frühen Tod ein Jahr später als Richter am Ständigen Internationalen Gerichtshof.
Nach einer glänzend hinter sich gebrachten Schulzeit studierte Dag Hammarskjöld bis 1928 Philosophie und bis 1930 Rechtswissenschaft und Wirtschaftswissenschaft und habilitierte sich mit der Arbeit Konjunkturspridningen (deutsch sinngemäß „konjunkturelle Ausschläge“), einer theoretischen und historischen Untersuchung, an den Universitäten Uppsala und Stockholm.
Nachdem er von 1930 bis 1934 als Sekretär der Arbeitslosenkommission tätig war und in den Jahren 1933 und 1934 eine Dozentenstelle in Stockholm innegehabt hatte, war er von 1936 bis 1945 Staatssekretär im schwedischen Finanzministerium. Von 1941 bis 1949 stand er als bevollmächtigter Minister dem schwedischen Reichsbankdirektorium vor. In jener Zeit war er 1947 und 1948 auch Teilnehmer der OEEC-Gründungskonferenzen und hatte 1948 das Amt des Exekutivausschussvorsitzenden inne. Zudem ging er zwischen 1945 und 1950 einer diplomatischen Tätigkeit nach. 1949 wurde er Unterstaatssekretär im Außenministerium. 1951 war er stellvertretender Außenminister. Von 1951 bis 1953 leitete er das Finanzministerium.
Am 7. April 1953 wurde Hammarskjöld zum Generalsekretär der Vereinten Nationen gewählt und trat das Amt offiziell drei Tage später an. 1957 wurde er von der UN-Generalversammlung einstimmig für eine zweite Amtszeit eingesetzt.
Zu Beginn seiner Amtszeit traute man Dag Hammarskjöld nicht die Härte zu, die zur Lösung internationaler militärischer Konflikte erforderlich war. Als es ihm 1954 aber in hartnäckigen Gesprächen in Peking gelang, amerikanische Kriegsgefangene des Koreakrieges freizubekommen, schlug die Skepsis in Respekt um. Während der Sueskrise 1956 gelang es ihm innerhalb von 48 Stunden, eine internationale Friedens- und Polizeitruppe zu schaffen, 6000 Soldaten von allen Kontinenten zu rekrutieren und so den Konflikt zu entschärfen. Ebenfalls 1956 bemühte er sich um den Friedenserhalt in Ungarn beim Ungarnaufstand. 1957 wurde er in die American Academy of Arts and Sciences gewählt.
Während des Sezessionskrieges im Jahr 1960 im Kongo hatte Hammarskjöld ein Vermittlungsmandat des UN-Sicherheitsrates inne. Auf Grund der zahlreichen Protagonisten, die auf den Konflikt einwirkten (Belgien, Frankreich, USA, Sowjetunion, Südafrika, Minengesellschaften etc.), war sein Einfluss extrem begrenzt. Er versuchte mit Hilfe der blockfreien Staaten die Einheit des Kongo zu gewährleisten. Die Ermordung des kongolesischen Premierministers Patrice Lumumba, der bis kurz vor seinem Tod unter dem Schutz der UN gestanden hatte, bewertete er als Tragödie.

## Tod durch Flugzeugabsturz
Dag Hammarskjöld starb in der Nacht zum 18. September 1961 bei einem ungeklärten Absturz seines UN-Flugzeuges an der Grenze zwischen der Demokratischen Republik Kongo und Nordrhodesien, dem heutigen Sambia. Alle 16 Personen an Bord starben, darunter auch der deutsche Ethnologe Heinrich Wieschhoff, Hammarskjölds Berater für Afrika. Als Ursache wurden lange Zeit fehlerhaftes Kartenmaterial und Ermüdung der Piloten nach 17 Arbeitsstunden vermutet. Kiu Eckstein berichtet von einem Gespräch mit dem Kameramann Kurt Werner Drews, der einen Piloten kennen gelernt hat, der das Flugzeug mit Dag Hammarskjöld abgeschossen haben will. Die UN strengte in den folgenden Jahrzehnten mehrere Untersuchungen an, die jedoch keinen eindeutigen Befund liefern konnten.
Ein Bericht der Hammarskjöld-Stiftung aus dem Jahre 2013 kam zu dem Ergebnis, dass weitere Untersuchungen nötig seien. Im Dezember 2014 billigte die Generalversammlung der UN eine unabhängige Kommission, deren Mitglieder im März 2015 bekannt gegeben wurden und die im Juli 2015 einen Bericht veröffentlichte. Auf Grundlage von Untersuchungen des Hammarskjöld Trust und des Hammarskjöld Inquiry Trust 2016 forderte UN-Generalsekretär Ban Ki-moon die Einsetzung einer neuen Untersuchungskommission. Er folgte damit einem von 56 Ländern unterstützten Antrag Schwedens an die Generalversammlung der Vereinten Nationen im Dezember 2016.
Im Oktober 2017 wurde der Untersuchungsbericht veröffentlicht, in dem „ein Angriff oder eine Bedrohung von außen“ als „plausibel“ eingestuft wird. Als Täter wurden die Katanga-Rebellen vermutet. Die 2019 veröffentlichte Dokumentation Cold Case Hammarskjöld legt den Schluss nahe, dass der belgisch-britische Kampfpilot Jan van Risseghem, ein Söldner im Auftrag der Katanga-Rebellen, Hammarskjölds Flugzeug abgeschossen hat. In der Dokumentation berichtet ein Freund Jan van Risseghems, dass dieser ihm vor seinem Tod den Abschuss von Hammarskjölds Flugzeug gestanden habe. Er habe den Auftrag ohne Wissen um die Identität der Insassen ausgeführt. Man vermutet auch, dass der Abschuss gezielt erfolgte, wohl auch mit Billigung der CIA und des MI5. Die Attacken des belgischen Piloten gegen UN-Truppen waren damals bekannt. Hammarskjöld bat daher um Luftunterstützung, die ihm jedoch Großbritannien und die USA verweigerten. Stattdessen wurde von beiden Ländern versichert, dass der belgische Kampfpilot an diesem Tag nicht fliegen werde – ein mit ziemlicher Sicherheit falsches Versprechen.
Hammarskjöld hinterließ ein spirituelles Tagebuch Vägmärken (wörtlich: Wegmarken, deutsche Ausgabe: Zeichen am Weg). Es wurde nach seinem Tod veröffentlicht und viel beachtet.

## Ehrungen

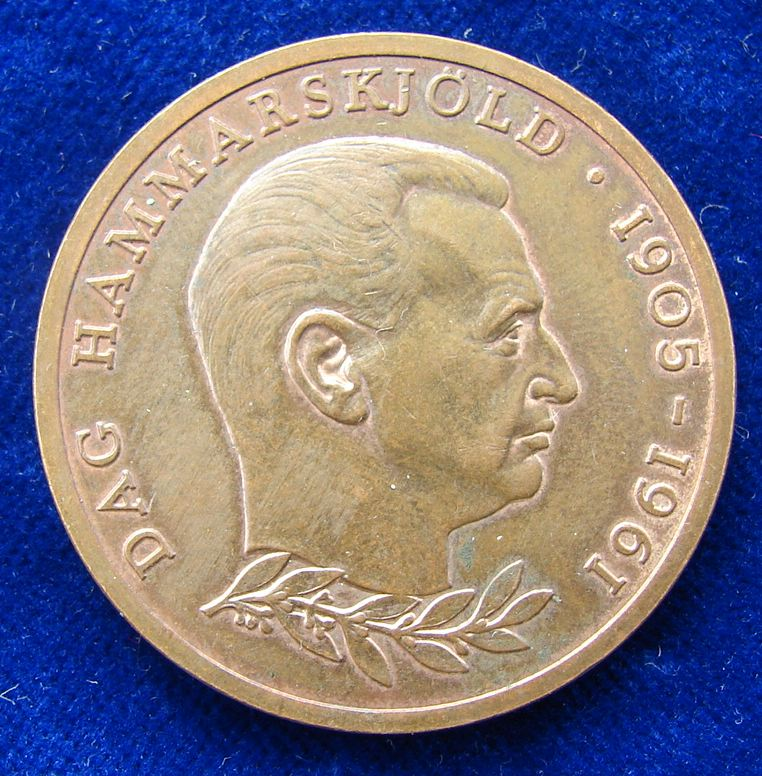
Dag Hammarskjöld modelliert von Harald Salomon 1962

1961 wurde Hammarskjöld postum der Friedensnobelpreis zugesprochen. Bis 1972 konnte auch ein Verstorbener geehrt werden, wenn er am Tag der Nominierung Ende Januar noch lebte. Später wurde die Regelung geändert, um eine häufige Vergabe an verstorbene Personen zu unterbinden. Jetzt kann der Preis nur noch dann postum vergeben werden, wenn der Geehrte nach der Bekanntgabe Anfang Oktober verstirbt.
Die Schwedische Reichsbank legte 2011 fest, dass Dag Hammarskjöld ab 2015 auf dem 1000-Kronen-Schein abgebildet wird, eingebettet in eine lappische Landschaft.
Dänemark brachte 1962 eine Medaille mit dem Porträt von Dag Hammarskjöld heraus. Sie bezieht sich auf dänische Entwicklungshilfe.
In New York tragen ihm zu Ehren die Dag-Hammarskjöld-Bibliothek, ein Park und mehrere Hochhäuser, darunter der Wolkenkratzer One Dag Hammarskjöld Plaza, nahe dem UNO-Hauptquartier seinen Namen. In dem genannten Büroturm befinden sich mehrere Ständige Vertretungen der Vereinten Nationen, einige UN-Organisationen und vier Generalkonsulate.
In Hamburg wurden ein Platz und eine Brücke beim Bahnhof Dammtor nach Dag Hammarskjöld benannt, in Würzburg das evangelische Dag-Hammarskjöld-Gymnasium.
Im Kalender der Evangelisch-Lutherischen Kirche der USA ist der 18. September ein Gedenktag für Dag Hammarskjöld. Ein Vorschlag zur gottesdienstlichen Feier des Gedenktages besteht auch im deutschsprachigen Raum.
Am Nordeuropa-Institut der Humboldt-Universität zu Berlin existierte zwischen 1998 und 2020 eine nach Dag Hammarskjöld benannte Stiftungsgastprofessur, zunächst finanziert von der schwedischen Regierung, ab 2002 durch den Jubiläumsfonds der schwedischen Reichsbank.
In Eschborn bei Frankfurt sitzt heute die Deutsche Gesellschaft für Internationale Zusammenarbeit im nach ihm benannten Dag-Hammarskjöld-Weg.
Im Frankfurter Stadtteil Nordweststadt befindet sich der nach ihm benannte Hammarskjöldring.
In Kassel liegt die Dag-Hammarskjöld-Straße zwischen Berliner Platz und Regentenstraße im Stadtteil Vorderer Westen.
In Berlin trägt der Platz vor den Messehallen im Bezirk Charlottenburg den Namen Hammarskjöldplatz.
In Bremen befindet sich die Hammarskjöldstraße im Ortsteil Arsten (Stadtteil Obervieland), in Osnabrück im Stadtteil Dodesheide.
Der schwedische Weitwanderweg  Dag Hammarskjöldsleden besteht seit 2004.

## Gedenkstätten

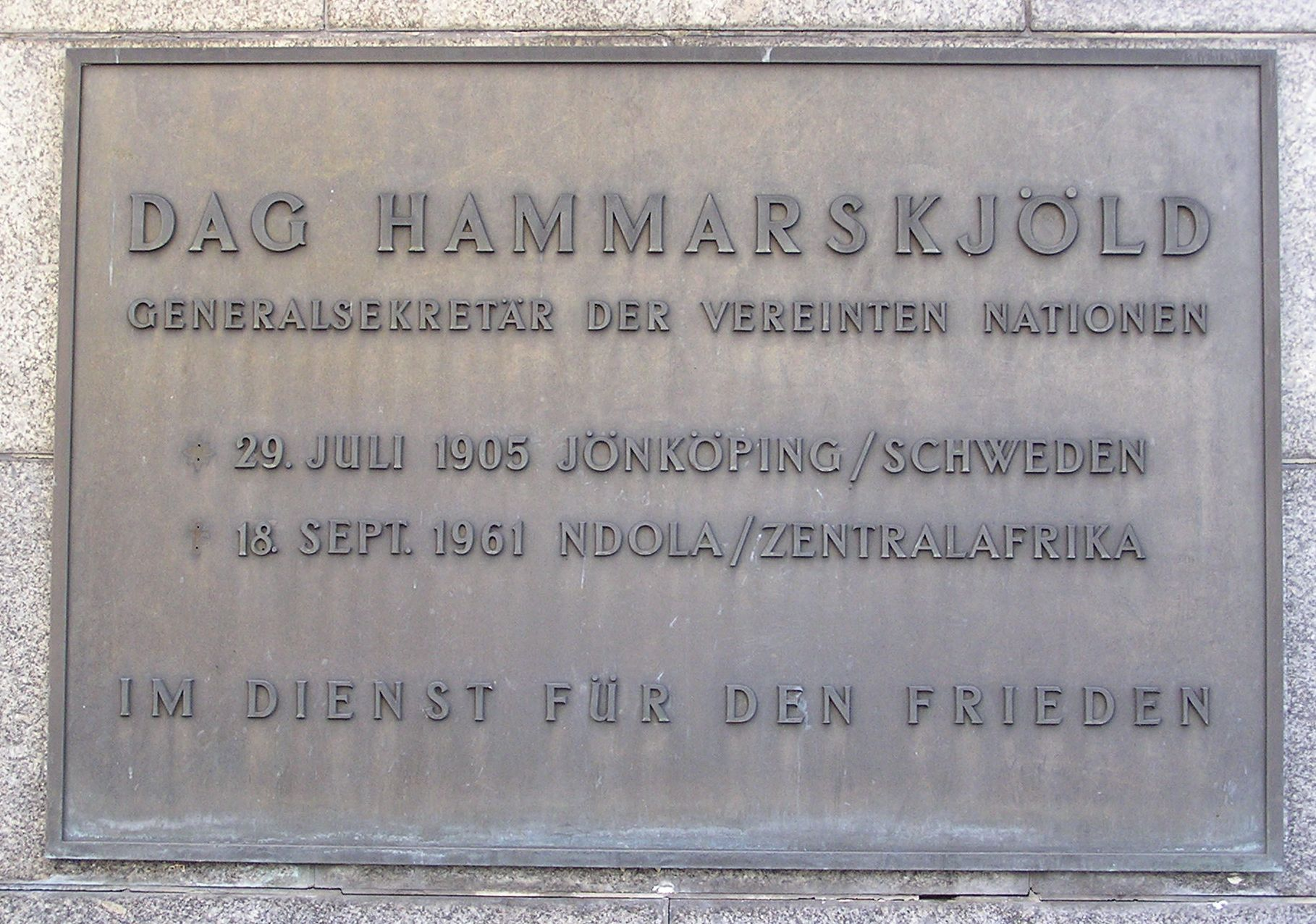
Gedenktafel auf dem Hammarskjöldplatz in Berlin

### Friedenskapelle im Dom von Uppsala
Hammarskjöld ist auf dem alten Friedhof von Uppsala begraben, etwa 500 Meter westlich des Doms. Seine Gedenkstätte befindet sich in der Friedenskapelle im rechten Seitenschiff des Doms von Uppsala.
Der dort im Fußboden eingelassene Gedenkstein trägt die Inschrift:
„Icke jag utan Gud i mig. Dag Hammarskjöld 1905–1961“
(deutsch „Nicht ich, sondern Gott in mir. Dag Hammarskjöld 1905–1961“)

### Steinkreis von Backåkra
Im schwedischen Backåkra hatte Hammarskjöld sich auf dem Land ein großes Anwesen mit Blick auf das weite Meer gekauft. An der Stelle, wo er später eine überkonfessionelle Kapelle errichten wollte, findet sich heute ein Steinkreis als Gedenkstätte.

## Publikationen
- Nur der Frieden lastet nicht auf der Erde. Benziger Verlag, Düsseldorf 2001, ISBN 3-545-20325-5.
- Jeder Tag – ein Leben. Verlag Neue Stadt, München 2001, ISBN 3-87996-538-2.
- Das Unerhörte – in Gottes Hand zu sein. Johannes-Verlag, Leutesdorf 1991, ISBN 3-7794-1208-X.
- Zeichen am Weg. Das spirituelle Tagebuch des UN-Generalsekretärs. Droemer/Knaur, München 1965, ISBN 3-426-77767-3. (Erweiterte und kommentierte Neuausgabe: Urachhaus, Stuttgart 2011, ISBN 978-3-8251-7770-6.)